# Bandeirantes (Paraná)
 Bandeirantes  este un oraș în statul Paraná (PR), Brazilia.